# Conostylis hiemalis
Conostylis hiemalis är en enhjärtbladig växtart som beskrevs av Stephen Donald Hopper. Conostylis hiemalis ingår i släktet Conostylis och familjen Haemodoraceae. Inga underarter finns listade.